# Naturselbstdruck

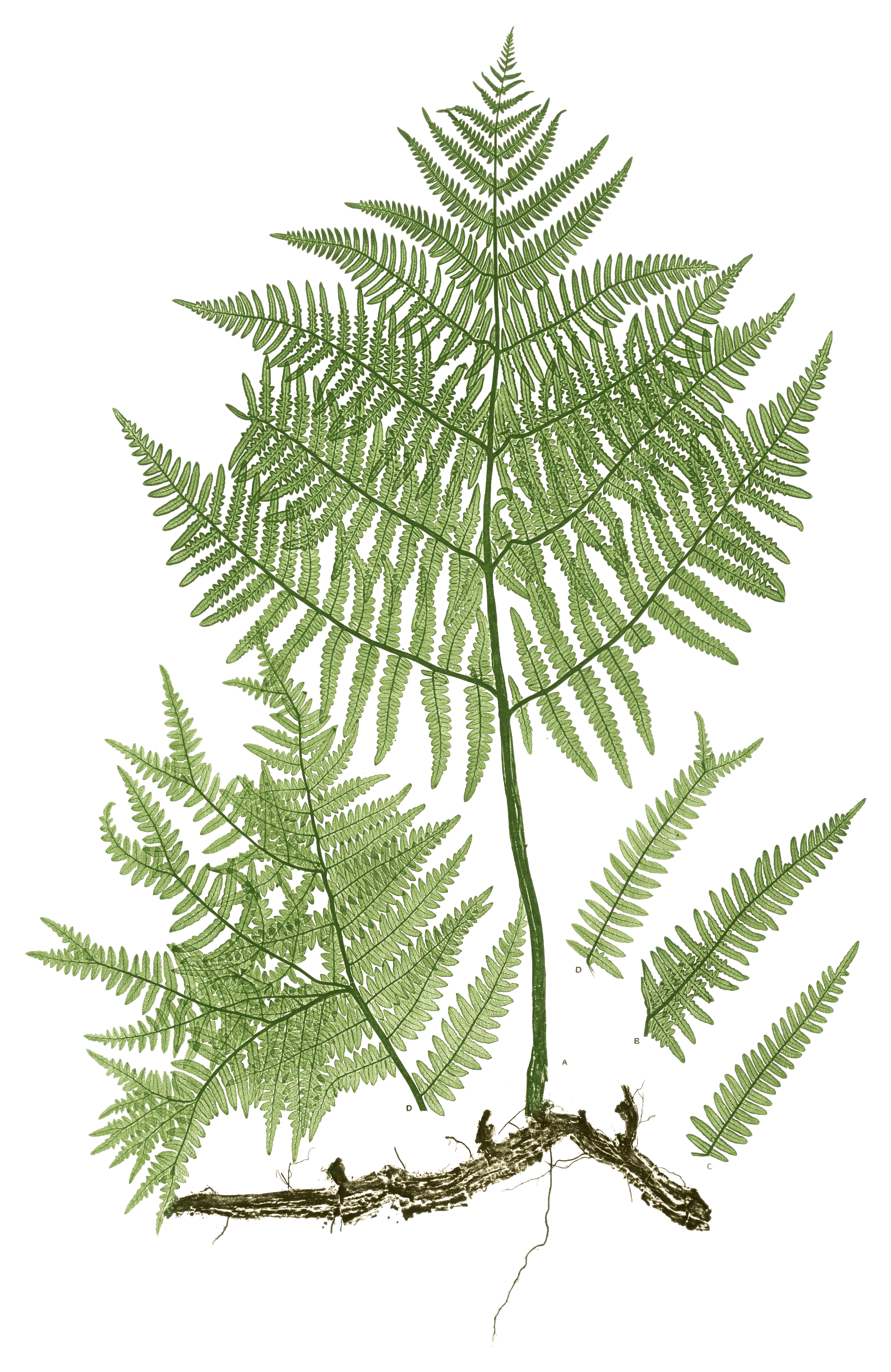
Adlerfarn als Naturselbstdruck aus Thomas Moore, The ferns of Britain and Ireland, 1856

Der Naturselbstdruck (lateinisch Typographia naturalis), auch Physiotypie, seltener Autoplastik, ist ein Druckverfahren, bei dem Naturobjekte, z. B. Blätter von Pflanzen, als Druckformen eingesetzt werden. Bei dünnem Farbauftrag werden selbst feine Strukturen sehr präzise wiedergegeben. Es können auch vollständige gepresste Pflanzen, Vogelfedern, Insektenflügel, flache Fossilien usw. verwendet werden.
Der Naturselbstdruck wurde neben der dekorativen oder künstlerischen Anwendung vor allem in der Botanik weiterentwickelt, da er detailgetreue Abbildungen von zum Beispiel Blütenpflanzen, Farnen und Algen erlaubt.

## Botanische Illustrationen

### Die Pflanze als Druckstock

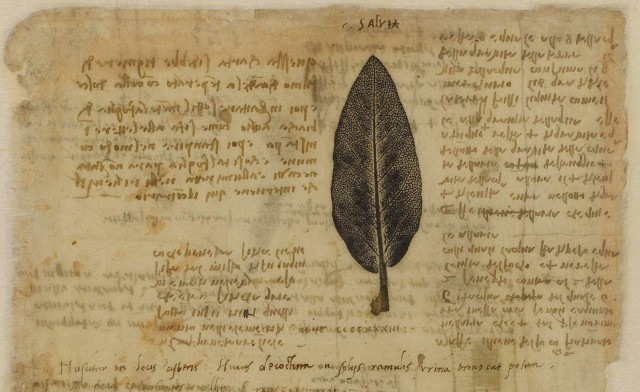
Von Leonardo da Vinci abgedrucktes Salbeiblatt im Kapitel IX, 616 des Codex Atlanticus (ca. 1505)

Ein mit Leder oder Papier bespanntes Brett wird mit einer Mischung aus Ruß und Bindemittel oder Ölfarbe bestrichen, die Pflanze darauf gelegt und leicht angedrückt, so dass erhöhte Stellen in ihrer Oberfläche, z. B. Blattrippen, die Farbe aufnehmen. Anschließend wird die Pflanze mit der Druckseite nach oben auf Makulaturpapier gelegt und mit einem dünnen, aber reißfesten, angefeuchteten Druckbogen bedeckt und gepresst.
Ein frühes Beispiele für diese einfache Technik ist der Abdruck eines Salbeiblattes in einem Skizzenbuch von Leonardo da Vinci (Codex atlanticus). Der Künstler hinterließ auf derselben Seite auch Notizen über die Verwendung von Ruß, Öl und Bleiweiß als Druckfarben.
Eine erste ausführliche Beschreibung lieferte Girolamo Ruscelli unter dem Pseudonym Alessio Piemontese (oder Alexius Pedemontanus) in seinem Buch De’ Secreti, Milano 1557.

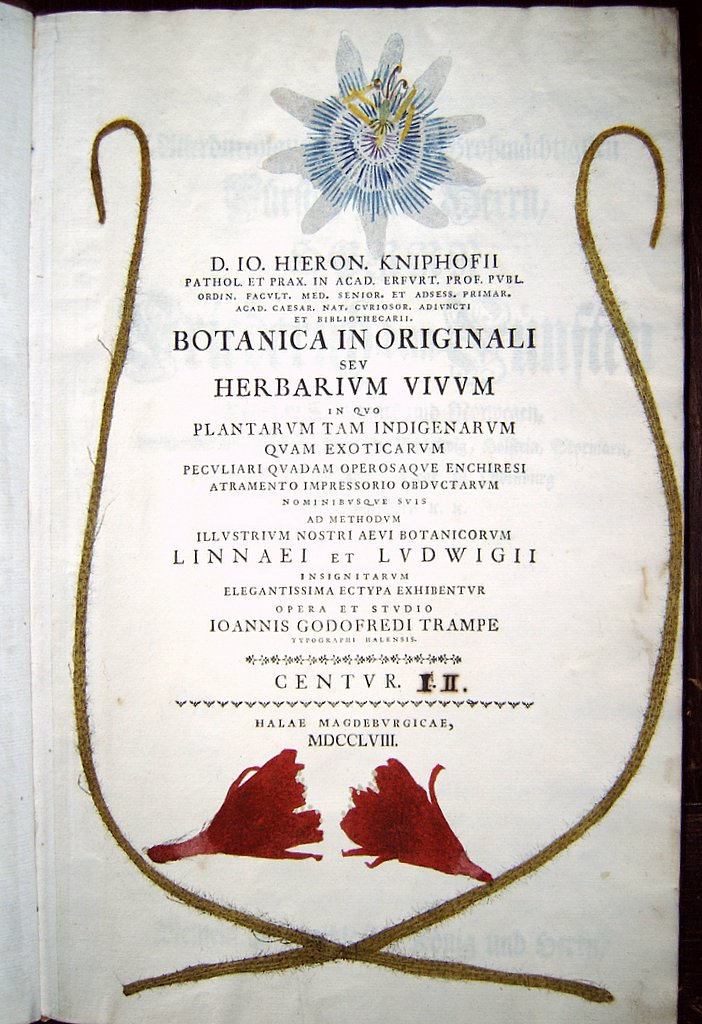
Titelseite von Kniphofs Tafelwerk Botanica in Originali von 1758

Aus dem 16. Jahrhundert sind mehrere Kräuterbücher und Bildsammlungen mit Naturselbstdrucken überliefert, beispielsweise 1517 von Johann Jacob Baier, 1557 von Hieronymus Rosello und 1583 von Theophilus und Johannes Kentmann. Es ist jedoch unklar, ob die Technik tradiert oder mehrfach neu entdeckt wurde.
Der erste Botaniker, der den Naturselbstdruck in großem Umfang einsetzte und entscheidend weiterentwickelte, war Johann Hieronymus Kniphof. In Zusammenarbeit mit dem Erfurter Drucker Johann Michael Funcke veröffentlichte er ab 1733 zwei Auflagen des Werkes Botanica in Originali, die jeweils mehrere hundert Bildtafeln umfassten. Eine dritte Auflage, die er mit dem Drucker Johann Gottfried Trampe aus Halle zwischen 1757 und 1767 erstellte, enthielt nochmals 1.200 Abbildungen.
Kniphof hielt seine Präparations- und Drucktechnik geheim. So ist unbekannt, wie er dreidimensionale Objekte, z. B. sukkulente Sprosse, Knollen oder Kohlköpfe abdruckte. Fest steht aber, dass er die Drucke häufig nur zart und einfarbig ausführte, um sie anschließend von Hand zu kolorieren.
Besonders präzise wurden die Drucke, wenn die Pflanzen vorher mazeriert wurden, so dass das Adernetz deutlicher hervortrat. Ein Pionier dieser Technik war Christoph Jacob Trew.
Da die meisten Pflanzen bereits nach wenigen Durchgängen zu stark beschädigt waren und Details nicht mehr kontrastreich wiedergegeben werden konnten, entstanden die Abbildungen nur in kleiner Stückzahl.

### Pflanzen-Abdrücke als Druckplatten
Im 19. Jahrhundert erschienen mehrere berühmte Abbildungswerke zu Blütenpflanzen, Farnpflanzen und Meeresalgen, die mit neuen Verfahren des Naturselbstdrucks hergestellt waren. Dahinter stand der Wunsch, größere Auflagen zu produzieren und die Bücher erfolgreicher zu vermarkten. Man versuchte deshalb, die Objekte auf haltbarere Druckplatten zu übertragen.
Der Franzose Ch. d’Aiguebelle nutzte 1828 die noch junge Technik der Lithografie: Er drückte eingeschwärzte Pflanzen auf präparierte Steinplatten und behandelte diese anschließend durch Ätzung. Unter dem Titel Homographie, ou Choix de 20 plantes indigenes et coloniales gab er 1828 eine Auswahl von zwanzig solcher Steindrucke heraus.

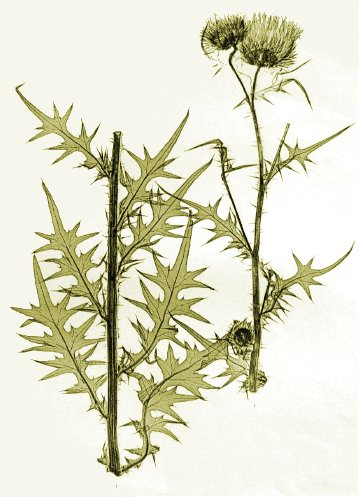
Beispiel eines Naturselbstdrucks (Gewöhnliche Kratzdistel) aus Ettingshausen & Pokorny

Seit 1830 drückte man getrocknete Pflanzen in Bleiplatten ab und benutzte diese als Druckformen. Durch das Auftragen unterschiedlicher Farben auf einer Druckplatte ließen sich besonders lebensechte Abbildungen schaffen. In ästhetischer und wissenschaftlicher Sicht waren sie den frühen Fotografien weit überlegen.
Die Herstellung metallischer Druckplatten auf der Grundlage echter Pflanzenabdrucke wurde in den folgenden Jahren konsequent weiterentwickelt und von Alois Auer Ritter von Welsbach (1813–1869), seit 1841 Direktor der Wiener Staatsdruckerei, perfektioniert. Auer stellte vom Blei-Abdruck auf galvanischem Weg eine Hochplatte her. Durch nochmalige Galvanisation erzeugte er dann eine druckfähige Kupfertiefdruckplatte. Der Druckvorgang selbst unterscheidet sich kaum von dem eines Kupferstichs. Auers Drucker Andreas Worring meldete das Verfahren 1852 am k.k. Privilegienarchiv zum Patent an.
Anwender dieses Verfahrens waren der Paläobotaniker Constantin von Ettingshausen und der Botaniker Alois Pokorny. Zwischen 1855 und 1873 gaben sie ein zwölfbändiges Abbildungswerk mit dem Titel Physiotypia plantarum Austriacarum heraus. Es umfasst in seiner ersten Auflage 500, in der 2. Auflage 1.000 Pflanzenabbildungen aus dem Gebiet der Österreichisch-Ungarischen Monarchie. Die Kupferplatten, darunter auch solche bislang unveröffentlichter Bilder, sind im Institut für Botanik der Universität Wien erhalten.

## Berühmte Abbildungswerke mit Naturselbstdrucken

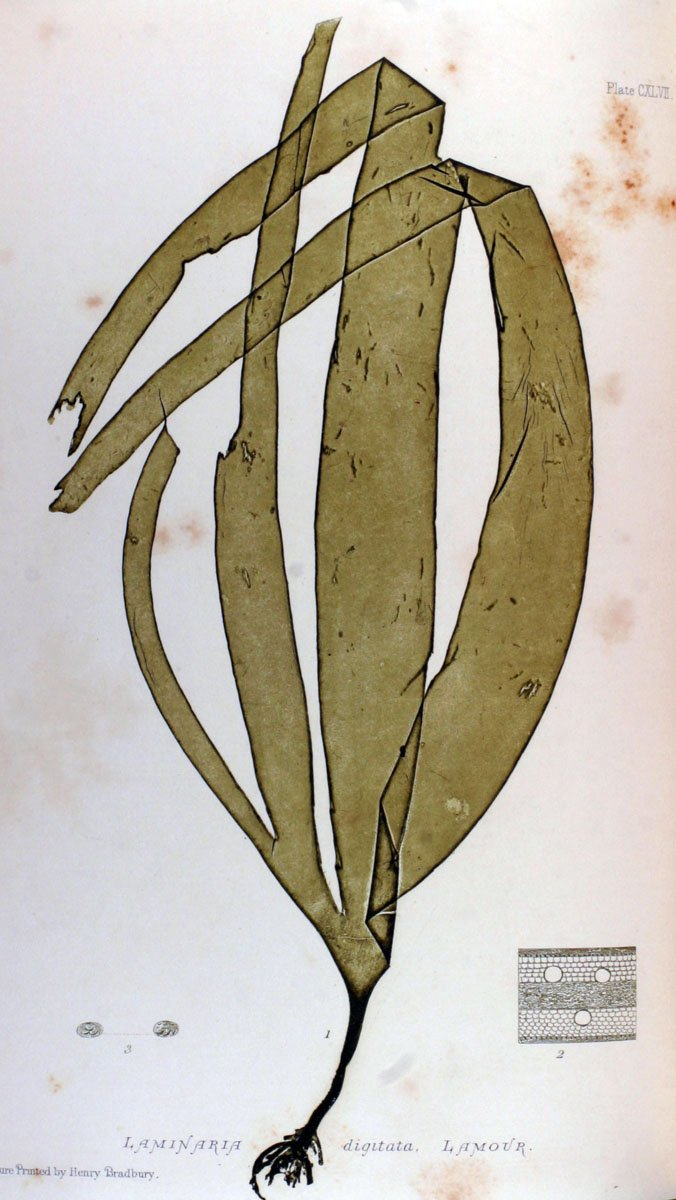
Fingertang (Laminaria digitata) aus Johnstone & Croall, The nature printed British Seaweeds 1859

- Constantin von Ettingshausen & Alois Pokorny: Physiotypia plantarum austriacarum. Der Naturselbstdruck in seiner Anwendung auf die Gefässpflanzen des österreichischen Kaiserstaates, mit besonderer Berücksichtigung der Nervation in den Flächenorganen der Pflanzen. Wien, 1855–1873.
- David Heinrich Hoppe: Ectypa plantarum ratisbonensium, oder Abdrücke derjenigen Pflanzen, welche um Regensburg wild wachsen. Regensburg, 1787–1793, (8 Hefte, Digitalisat)
- William Grosart Johnstone, Alexander Croall: The nature printed British Seaweeds. Bradbury and Evans, London, 1859–1860 in 4 volumes
  - 1. Vol. Rhodospermeǽ, (Digitalisat)
  - 2. Vol. Rhodospermeǽ, (Digitalisat)
  - 3. Vol. Melanospermeǽ, (Digitalisat)
  - 4. Vol. Clorospermeǽ, (Digitalisat)
- Johann Hieronymus Kniphof: Botanica in originali seu Herbarium vivum. Halle und Magdeburg, 1757–1767, (12 Hefte), doi:10.5962/bhl.title.133925.
- Christian Gottlieb Ludwig: Ectypa vegetabilium, usibus medicis praecipue destinatorum oder Nach der Natur verfertigte Abdrücke der Gewächse, welche besonders zu dem medicinischen Gebrauche bestimmt sind, …. Johann Gottfried Trampe, Halle 1760, (Digitalisat)
- Thomas Moore: The Ferns of Great Britain and Ireland. London, 1855–1857